# Vincelottes
Vincelottes là một xã của Pháp,tọa lạc ở tỉnh Yonne trong vùng Bourgogne-Franche-Comté.

## Hành chính
| Giai đoạn | Tên | Đảngi | Tư cách |
| --- | --- | ----- | ------- |
| |     |       |         |
| 1925-1971 Théodore LONGPRE 1972-1995 Jacques DANREE 1995-2001 Christian ALORENT 2001-2008 Olivier CERF 2008- Christian ALORENT |     |       |         |

## Thông tin nhân khẩu
| 1962                                                 | 1968 | 1975 | 1982 | 1990 | 1999 |
| ---------------------------------------------------- | ---- | ---- | ---- | ---- | ---- |
| 292                                                  | 328  | 251  | 288  | 286  | 290  |
| Số liệu lấy từ năm 1962: Dân số không tính hai trùng |      |      |      |      |      |